# Arakanský stát
Arakanský stát, nověji zvaný Rakhinský stát, se rozkládá v jihozápadní části Barmy. Domorodý název se vyslovuje rakhinsky „rakhai prene“ [ɹəkʰàiɴ pɹènè] a barmsky „jakhai pjine“ [jəkʰàiɴ pjìnɛ̀] (psáno ရခိုင်ပြည်နယ်). Jedná se o pobřežní stát, jehož západní hranici představuje Indický oceán. Rakhinský stát sousedí z východu a jihu s barmskými oblastmi Makwei (Magway), Irávadí (Ayeyarwardy) a Pegu (Bago) a na severovýchodě s Čjinským státem. Severní hranici Rakhinského státu tvoří státní hranice s Bangladéšem, která zčásti opisuje tok řeky Náf. Oblast Rakhinského státu se až do roku 1974 nazývala Arakan.

## Historie

### Dhanjávadí
Starověké město Dhanjávadí či Dhanjávatí (Dhanyawadi) leží západně od horského hřebene mezi řekami Kaladan a Le-mro. Jeho hradby byly z cihel, a tvoří nepravidelný kruh o obvodu asi 9,6 km, uzavírající plochu cca 4,42 km čtverečních. Za hradbami jsou dosud patrny zbytky širokého příkopu, nyní zaneseného usazeninami a pokrytého rýžovými poli. Pozůstatky zděného opevnění lze vidět podél kopcovitého hřebene, který poskytuje ochranu na západě. Uvnitř města je dalšími hradbami a příkopem obehnaný palác, který má rozlohu 0,26 km čtverečních. Z leteckých snímků lze rozeznat zavlažovací kanály a nádrže.
| Macroperiod    | Období              | Letopočet počátku | Letopočet konce           | Významný vladař                                                | Poznámky |
| -------------- | ------------------- | ----------------- | ------------------------- | -------------------------------------------------------------- | --- |
| Dhanyavadi     | 1. Dhanjávadí       | 3525 př. n. l.    | 1489 př. n. l.            | Král Maraju                                                    | |
| Dhanyavadi     | 2. Dhanjávadí       | 2483 př. n. l.    | 580 př. n. l.             | Král Kanrazagrí                                                | |
| Dhanyavadi     | 3. Dhanjávadí       | 580 př. n. l.     | 326 n. l.                 | Král Čandra Súrija                                             | Gautama Buddha údajně osobně navštívil Dhanjávadí, v království byl přijat buddhismus a tehdy byla do chrámu osazena slavná socha zvaná Buddha Mahámuni a začaly se s razit mince. |
| Vésálí – Lemro | Vesali Kjauk Hlaiga | 327 n. l..        | 794 n. l.                 | Král Dvan Čandra                                               | |
| Vésálí – Lemro | Sambawak            | 794               | 818                       | Princ Nga Mong Tong (Só Šwe Lu)                                | |
| Vésálí – Lemro | Lemro               | 818               | 1430                      | Král Tone Nga Mun                                              | Vysoká prosperujita z mezinárodního obchodu. Rozkvět měst Pjinsa, Purain, Taung Ngu, Narinsara a Laungkrat.                                                                        |
| 1. Mrauk-U     | 1430                | 1530              | Král Mun Só Mwan          |                                                                | |
| 2. Mrauk-U     | 1530                | 1638              | Král Mun Bun (Mun Ba Gri) | Arakan je v této době nejsilnějším státem v Bengálském zálivu. | |
| 3. Mrauk-U     | 1668                | 1784              | Král Mahathamada Raza     |                                                                | |

### Mrauk-U

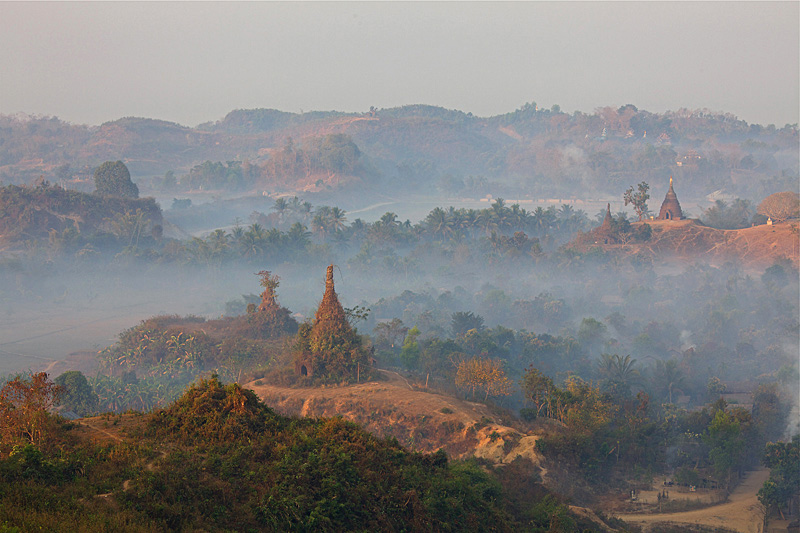
Pagody z éry Mrauk-U

Mrauk-U, poslední nezávislé arakanské království založil Mong Só Mon v roce 1430. Stalo se významným sídlem buddhismu a tato doba se považuje za zlatý věk Rakhinu-Arakanu. Mrauk U bylo kosmopolitní město chráněné 30 km dlouhým opevněním a složitou sítí příkopů a kanálů. V centru města byl královský palác tyčící se vysoko nad okolím. Vodní cesty tvořené kanály se proslavily svou podobností Benátkám. Mrauk U poskytlo mnoho významných archeologických nalezů.
Patří mezi ně kamenné nápisy, Buddhovy otisky nohou a velká pagoda, která, odmyslíme-li později dobudovaný vršek, by svou konstrukcí připomínala guptovský styl starověké Indie.

### Historické artefakty

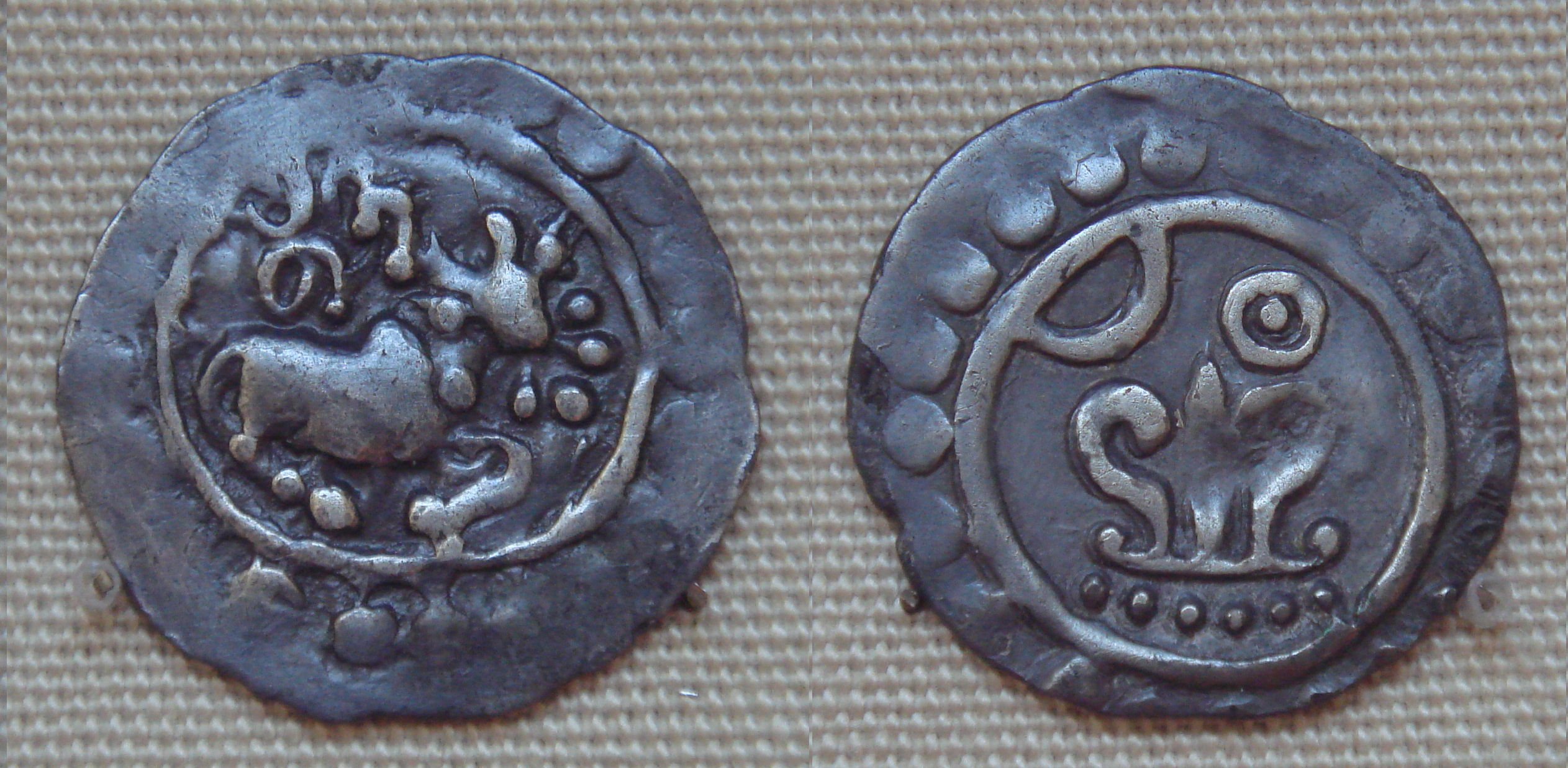
Stříbrná mince arakanského krále Nítičandry z 8. století (uchovávána v Britském muzeu). Většina arakanských mincí nese jméno vládnoucího krále na jedné straně a symboly slunce, měsíce a tzv. šrívatsy na druhé straně.

Arakanu vládlo celkem 243 králů po dobu 5108 let. Nejstarší dochovaný artefakt, kamenná socha břichatého mnicha s nápisem „Saččakaparibádžaka Džina“ v písmu bráhmí pochází prvního století našeho letopočtu.
Starověké skalní nápis v písmu nágarí objevil Dr. Forchhammer.
Známý je kopec Sálagiri, kde podle tradice kázal sám Buddha. Někde na východní straně tohoto kopce byla roku 1923 nalezena kamenná socha (nyní umístěná v muzeu Mrauk U) s rukama v pozici zvané dhammačakra mudra, která vyjadřuje kázání buddhistické nauky. Pět reliéfních desek z červeného pískovce bylo nalezeno jižně od kopce Sálagiri v roce 1986. Tyto desky zobrazují Buddhu s rukama v pozicích bhúmisparša-mudra, karuná-mudra, dhammačakra-mudra, a maháparinibbana-mudra představují život Buddhy. Tyto sochy poskytují starověký doklad přítomnosti buddhismu v Rakhine.
Zakladatel města Vésáli, král Dvan Čandra nechal roku 327 n. l. vztyčit sochu Buddhy, pod níž nechal vytesat citaci v jazyce páli:
yé dhammá hétuppabhavá Tathágató áha tésám ča jó niródhó évamvádí mahásamanó
```
  Tento slavný verš praví, že Buddha (zvaný běžně Tathágata) vysvětlil, že jevy tohoto světa jsou příčinně podmíněné a jejich vyvstávání lze zabránit.
 Do kamene tesané nápisy se dochovaly v sanskrtu (v písmu bráhmí) a páli, ale i rakhinštině (arakánštině) a jazyce pju.
```

### Buddhistický koncil v Arakanu
Vrcholnou událostí v historii Rakhine byl buddhistický koncil konaný roku 638 ve Vésáli pod patronátem krále Dhammavizaji jako společný projekt Arakanu a Srí Lanky. Zúčastnilo se jej údajně tisíc mnichů ze Srí Lanky a tisíc mnichů z Arakanského království (Rakhine) a za tím účelem bylo vystavěno mnoho pagod a klášterů. Po Vesali následovalo město Pjinsa založené Lemro dynastií v roce 818; zde král Mim-Yin-Phru roku 847 svolal druhý buddhistický koncil na území Rakhine. Zúčastnilo se jej 800 mnichů a dle dobové kroniky zde byla Tripitaka (kánon třech sbírek buddhistických písem) vyryta na zlaté desky.

### Umění, architektura a numismatika
Arakanské kroniky tvrdí, že v Mrauk-U stálo více než šest milionů svatyní a pagod. Příkladem tehdejšího vyspělého buddhistického umění je pagoda v Čitthaungu (Chitthaung) a kolosální chrám v Dukekantheinu. Cenným dědictvím z období Mrauk-U jsou zlaté a stříbrné mince. Mince však v Arakanu začali razit již králové z Vesali kolem pátého století. Na mincích je jméno krále a jeho rok korunovace; mince před rokem 1638 měly nápisy na jedné straně v arakanštině a na druhé straně v indickém písmu nágarí a persko-arabském písmu. Zařazení zahraničních nápisů sloužilo snadnému přijetí v sousedních zemích a u arabských obchodníků. Dosud bylo nalezeno třiadvacet typů stříbrných mincí a tři typy zlatých mincí. Všichni králové razili mince. Dalšími památkami jsou městské hradby, brány, kláštery, tvrze, pevností a příkopy. Nepřekvapí, že Mrauk-U bývá přezdíván „Kraj pagod“ a Evropané ho nazývali „Zlatým městem“.

### Cizí invaze
Země byla napadena několikrát, Mongoly, Mony, Barmánci, Portugalci a nakonec Barmou v roce 1784, kdy vojska pod vedením korunního prince, syna krále Bodawpayi z Dynastie Konbaung Arakan anektovala. Náboženské relikvie z Arakanského království byly odvezeny do střední Barmy, kde zůstaly dodnes – zejména slavná socha známá jako Buddha Mahámuni. Obyvatelé Arakanu se však opakovaně bouřili proti nadvládě Barmského království. Roku 1826, po První Anglo-Barmské válce bylo území Arakanu postoupeno Velké Británii v rámci Yandabské smlouvy. Novým hlavním městem Arakanu bylo tehdy učiněno Sittwe (Akyab). V roce 1852 byl Arakan administrativně sloučen s britským koloniálním územím Dolní Barma.

### Hnutí za nezávislost
Rakhine byl centrem několika povstání namířených proti Britské nadvládě, a to zejména pod vedením mnichů U Ottamy a U Seinda.
Během Druhé světové války, dostal Arakan autonomii v rámci japonské okupace Barmy, a byla mu dokonce povolena jeho vlastní armáda známá jako Arakan Defense Force. Ta se však na začátku roku 1945 obrátila proti Japonsku a přidala se ke Spojencům.

### Po nezávislosti Barmy
V roce 1948 se Rakhine stala divize v rámci Unie Barmě. V roce 1974 vláda Ne Wina udělila Rakhinu podle nové ústavy status „státu“, ale toto gesto bylo do značné míry vnímáno jako nesmyslné, protože barmská vojenská junta držela veškerou moc i v Rakhine.
V nezávislé Barmě žijí Rakhinové (Arakánové) převážně ve Státě Rakhin, některých částech krajů Irávadí (Ayeyarwady) a Rangún (Yangon). Další Arakanové žijí v jižní části Bangladéše a severovýchodní Indii.

## Obyvatelstvo
Rakhinský stát má přibližně tři miliony obyvatel, z nichž většinu tvoří Rakhinové (vlastním jméněm Rakhai). Rakhinové představují v Rakhinském státě dominantní etnickou skupinu (Rakhinové jsou také jednou z osmi „národních etnických ras“). Rakhinové jsou převážně buddhisté a hovoří jazykem blízce příbuzným barmštině (v němž je původní „r“ dosud vyslovováno, na rozdíl od barmštiny, kde se změnilo na „j“ – odtud rozdíl ve výslovnosti etnonyma a názvu státu). Mimo Rakhiny obývá Rakhinský stát také řada menších etnik, jako například Mro, Daignet, Kamein, Thet a také Čjinové a Rohingyové. Tato nepříliš početná etnika vyznávají různá náboženství a hovoří odlišnými, navzájem si různě příbuznými či vzdálenými jazyky a dialekty. Všechny tyto etnické skupiny, vyjma Rohingyů, jsou juntou řazeny mezi 135 oficiálních etnických skupin Barmy.